# Eligio Meléndez
Eligio Meléndez Hernández (Ciudad de México, 20 de junio de 1950) es un actor y director de cine y teatro mexicano.

## Biografía y carrera
Nació el 20 de junio de 1950 en México. Después de terminar sus estudios secundarios, ingresa en el Instituto de actuación Andrés Soler, y tuvo profesores muy reconocidos en México como Carlos Ancira, Soledad Ruiz, Luis Gimeno y Miguel Córcega.
Ha participado en más de 20 obras de teatro y por más de 25 años hizo sátira política y cabaret en El Unicornio y La Planta de Luz junto al periodista y escritor Germán Dehesa. En televisión ha conducido programas infantiles, de entretenimiento y ha participado en telenovelas y series. En cine ha trabajado bajo la dirección de Arturo Ripstein, Mitl Valdés, Antonio Serrano, Bani Khoshnoudi y Ernesto Contreras, entre otros. Por su trabajo ha sido nominado al Ariel a la categoría Mejor Actor de Cuadro por la película El en país de no pasa nada, en 2001. En el 2017 ganó el "Premio Mezcal" a mejor actor de largometraje en el Festival Internacional de Cine de Guadalajara por la película Sueño en otro idioma.

## Filmografía

### Television
- Un día para vivir (2024) - Emilio[1]
- Consuelo (2024) - Carlos Portillo, padre
- El Mantequilla: Maestro de la estafa (2023) - Beto Benavidez[2]
- Las pelotaris 1926 (2023) - Pascual[3]
- El colapso (2023) - Roman[4]
- Un extraño enemigo (2022) - Fidel Velázquez[5]
- Cecilia (2021) - Don Goyo[6]
- Amarres (2021) - Ramiro[7]
- Oscuro deseo (2020) - El Padrino

- La fiscal de hierro (2017) -
- La hija pródiga (2017-2018) - Edgar Castellanos
- Amor sin reserva (2014) - Benjamín
- La impostora (2014) - Padre Camilo Fernández
- Fortuna (2013) - Inspector Erasmo Díaz
- El señor de los cielos (2013) - Sabino Villalobos
- Huérfanas (2011) - Jerónimo
- Capadocia (2008) - Padre de Colombiana
- Secretos del alma (2008) - Ascanio
- Cambio de vida (2007)
- La niñera (2007) - Tío Gonzalo
- Los Sánchez (2004-2005) - Jorge
- La vida es una canción (2004)
- La Virgen de Guadalupe

### Películas
- La gran seducción (2023) - Simón[8]
- Sueño en otro idioma (2017) - Evaristo
- La bruja la lleva el muerto (2007).
- Las razones del corazón (2011).
- Hidalgo: La historia jamás contada (2010).
- La última y nos vamos (2009).
- Curandero (2005) - Gómez.
- Amar te duele (2002) - Padre de Ulises.
- Francisca (2002).
- Nadie te oye/Perfume de violetas (2001) - Padre de Jorge.
- La perdición de los hombres (2000).
- Perfume de gardenias (2000).
- Corazones rotos (2000).
- En el país de no pasa nada (2000) - Don Jacinto.
- El coronel no tiene quien le escriba (1999).
- Reencuentros (1997).
- Los vuelcos del corazón (1994).
- El gato con gatas 2 (1994).
- Repartidores de muerte (1993) - Martínez.
- Perseguida (1991).
- Mexicano tú puedes (1985).
- La guerra santa (1979).

### Teatro
- Soldado raso.
- La huelga.
- México Pachuco.
- Zumbón y las abejas.
- Las rondas del farol.
- Réquiem por un torero.
- Entremeses mexicanos.
- Las nueve tías de Apolo.
- La poética muerte mexicana en un solo acto.
- Trece cielos.
- Un nuevo sol.
- Árbol de muchos pájaros.
- Baudelaire, el spleen de París.
- Trufaldino servidor de dos patrones.
- Ómnibus.
- Isabel de Inglaterra.
- Querido León Felipe.
- ... Y así representa su papel.
- Los viejos.
- La Atlántida.
- Hedda Gabler.
- El espejo encantado.
- Un tranvía llamado deseo.
- La peregrinación de los Aztecas.
- Electrotranza.
- Sabas y Teodulito en el Mundial.
- Y la nave no va....
- Borges con música.
- La flor del corazón.
- Tapadeus.
- La tertulia Virreinal.

### Experiencia televisiva
- Telesecundaria. (1985-1989)
- Serpientes y escaleras. (1987)
- Mandarina mecánica. (1987)
- Bruno y Lucía. (1988)
- Manos a la obra. (1989)
- Proyecto 10/14. (1990)

### Comerciales
- Solidaridad. 1990/1994
- Nacional financiera. 1993/1994/1995/1996
- Sal de uvas picot. 1996
- Afore Garante. 1997
- Concurso de ingreso / SEP. 1997/1998
- Motosierras. 1997
- Cerveza corona. 1998
- Cigarros delicados. 1998

### Cortometrajes
- Yerba mala.
- Ismael (2012).
- Mejor ponte a trabajar (2011).
- Pelea de gallos (2008).
- Bajo palabra (1979).
- Tierra de todos (1977).
- Amealco (1976).

## Filmografía como director
- Los encuentros (1986).
- La verdadera y única historia de Tarzán (1983).
- Volpone o el zorro (1982).
- Ensayo general (1981).
- Historia de un títere (1980).
- Otra vez Alicia (1979).
- Los sueños olvidados (1978).
- Alicia en el país de las maravillas (1977).
- Farsa y justicia del señor corregidor (1976).

Dirección de Escena
- Tempranito. Participó en varias secciones como: "Los Talachos", "Yo no olvido al siglo viejo".

## Festivales
- Festival del Centro Histórico. Monjas Coronadas, 1991.
- Festival del Centro Histórico. Tzomplantli, 1991.
- Festival del Centro Histórico. Nostalgia Mexicana, 1992.
- Festival del Centro Histórico. Nostalgia Mexicana II, 1992.
- Festival del Centro Histórico. Tratadeus, 1993-1994.
- Festival del Centro Histórico, 1994. Las arcas Perdidas, 1995.

## Premios y distinciones
- 1985: Premio de "Administración Pública". Otorgado por la secretaria de educación pública, por los estudios y labores de exploración, descubrimiento, invención o creación en el campo técnico o científico para la administración pública o la nación.
- 2018: Premio Ariel al mejor actor por la película "Sueño en otro idioma".[9]